# Valverde-Enrique
Valverde-Enrique ist ein Ort und eine nordspanische Gemeinde mit 152 Einwohnern (Stand: 2024) in der Provinz León und der Region Kastilien-León. Neben dem Hauptort Valverde-Enrique gehören die Ortschaften Castrovega de Valmadrigal und La Veguellina zur Gemeinde.

## Lage und Klima
Valverde-Enrique liegt etwa 41 Kilometer südsüdöstlich von León im Nordwesten der Iberischen Meseta in einer Höhe von ca. 835 m. 
Das Klima im Winter ist rau, im Sommer dagegen trocken und warm; der Regen (550 mm/Jahr) fällt überwiegend im Winterhalbjahr.

## Bevölkerungsentwicklung
| Jahr      | 1970 | 1981 | 1991 | 2001 | 2011 | 2021 |
| Einwohner | 494  | 334  | 290  | 215  | 188  | 152  |

Aufgrund der durch die Mechanisierung der Landwirtschaft und der Aufgabe von bäuerlichen Kleinbetrieben ausgelösten Landflucht ist die Bevölkerung des Dorfes seit der Mitte des 19. Jahrhunderts kontinuierlich gewachsen.

## Sehenswürdigkeiten

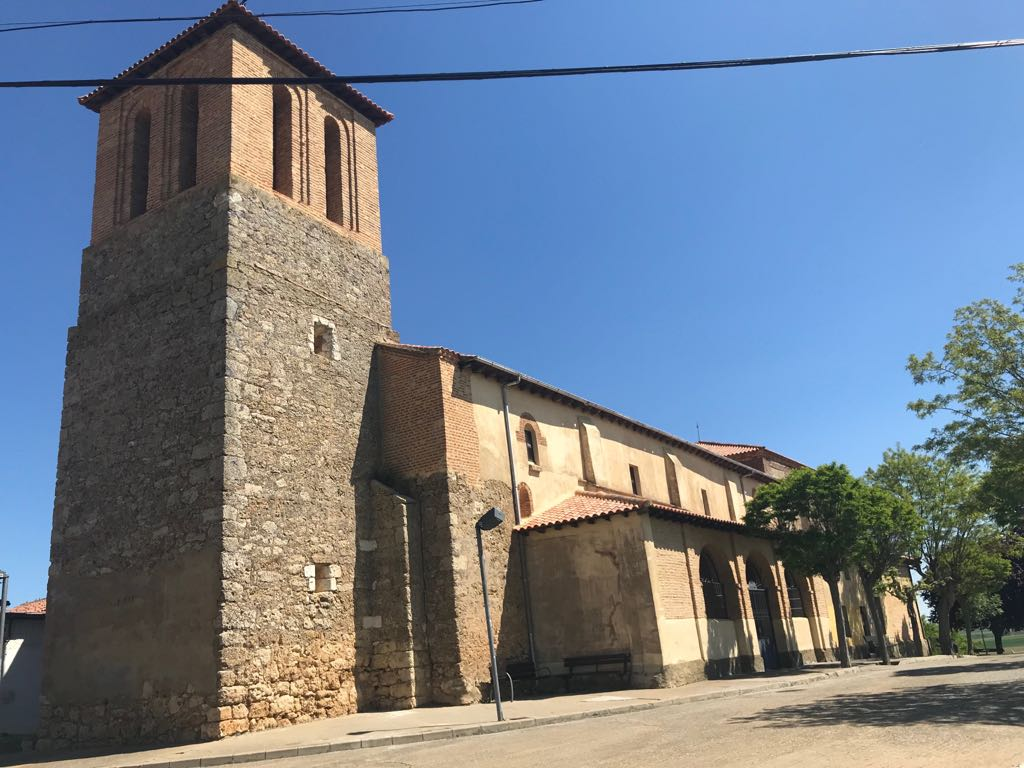
Johannes-der-Täufer-Kirche

- Johannes-der-Täufer-Kirche